# Jan Komnen Asen

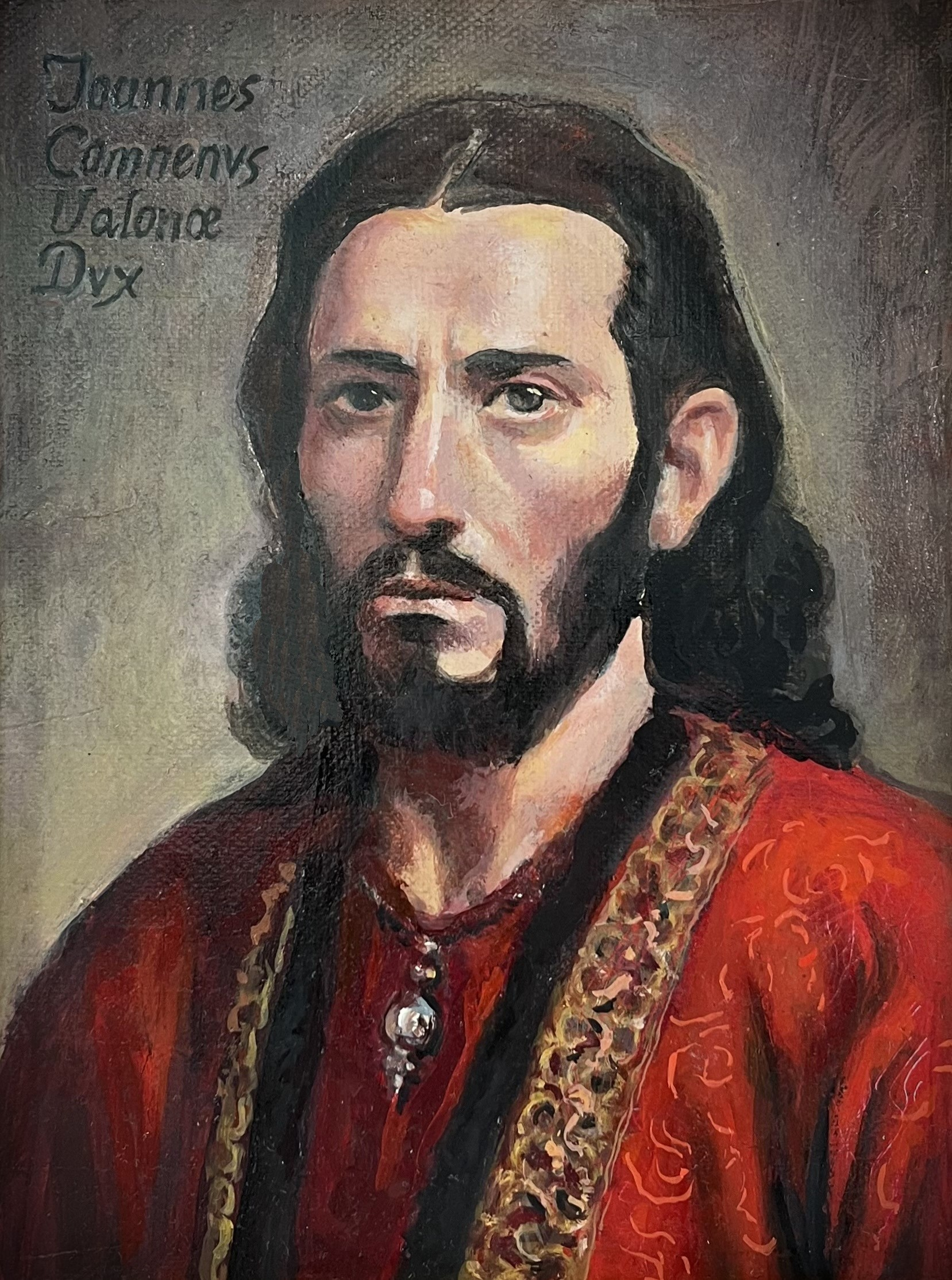
Jan Komnen Asen

Jan Komnen Asen (grec. Ίωάννης Κομνηνός Ἀσάνης, serb. Јован Комнин Асен, bułg. Йоан Комнин Асен) – despota Valony od około 1345 do 1363 roku.

## Życiorys
Wywodził się z bułgarskiej rodziny możnowładców. Jego dziadkiem był Szyszman. Jego matka była Keraca Petrica, ojcem zaś despota Stracimir. Być może w poszukiwaniu lepszych szans, wyemigrował do Serbii, gdzie uzyskał od Stefana Duszana tytuł despoty i nadanie ziem w południowej Albanii (ok. 1345). Po śmierci cara Stefana Duszana (1355) występował jako niezależny władca. W 1353 Jan i jego rodzina otrzymali obywatelstwo weneckie. Jan zmarł na dżumę w 1363 roku. Został zastąpiony przez Aleksandra Komnena Asena, który był jego synem z pierwszego nieznanego małżeństwa. Jego drugą żoną była Anna Paleologini, córka Andronika Angelosa Paleologa i wdowa po Janie II Orsininim, despocie  Epiru (1323–1335) i hrabiemu Kefalenii.